# Jens Ludvig Andersen Aars
Jens Ludvig Andersen Aars (1852 – 1919) fue un político noruego.
Nació es Oslo, hijo de Jens Ludvig Aars y Anette Lund, y nieto de Jens Aars. En octubre de 1861 se casó con Hansise Henriette Vogt (1850-1921.) Por el lado paterno ella era hermana de Svend Borchmann Hersleb Vogt, y por el lado materno, era hija de Hans Holmboey bisnieta de Jens Holmboe
Aars es conocido como director del Banco Central de Noruega. Fue también la primera silla de la Cámara de Comercio de Oslo. Sirvió como Oslo mayor de 1902 a 1904. 